# 洛約什米熱
洛約什米熱是匈牙利的城鎮，位於該國中部，由巴奇-基什孔州負責管轄，面積164.66平方公里，該地區自青銅時代已有人類居住，2011年人口11,149，其中約七成居民信奉天主教。